# Asparanoiks
Asparanoiks (fr. Abraracourcix) – fikcyjna postać z komiksów o Asteriksie autorstwa René Goscinnego i Alberta Uderzo.
Asparanoiks jest Galem, wodzem wioski zamieszkałej przez Asteriksa i jego przyjaciół.

## Imię
We francuskim oryginale wódz nosi imię Abraracourcix, co stanowi nawiązanie do francuskiego wyrażenia se jeter sur quelqu’un à bras raccourcis (walczyć w sposób gwałtowny i nieprzemyślany). Polskie imię nawiązuje do paranoi.

## Opis postaci
Asparanoiks (...) to wódz plemienia. Dostojny, odważny, podejrzliwy; ten stary wojownik budzi szacunek swych poddanych i lęk wśród wrogów. Asparanoiks boi się tylko jednego, że niebo zwali mu się na głowę, ale jak sam powiada: Nie tak zaraz ten Ambaras.

### Rodzina
Asparanoiks ma żonę, Dobrominę (postać ta po raz pierwszy pojawiła się w historii Tarcza Arwernów). Jego bratem jest Oceanoniks (wspomniany w albumie Asteriks i Normanowie).

### Wygląd
Asparanoiks jest mężczyzną w średnim wieku. Ma rude włosy (zaplatane w warkoczyki) i bujne wąsy. Najczęściej ubiera się w zieloną bluzę (przepasaną białym pasem), czerwoną pelerynę, spodnie w niebiesko-czarne, pionowe paski oraz brązowe buty. Na głowie nosi hełm z dwoma pękami piór.

## Adaptacje

### Filmy aktorskie
| Data | Tytuł filmu                                       | Aktor             | Polski dubbing       |
| ---- | ------------------------------------------------- | ----------------- | -------------------- |
| 1999 | Asterix i Obelix kontra Cezar                     | Michel Galabru    | Jan Prochyra         |
| 2008 | Asterix na olimpiadzie                            | Éric Thomas       |                      |
| 2012 | Asterix i Obelix: W służbie Jej Królewskiej Mości | Michel Duchaussoy | Krzysztof Zakrzewski |
| 2022 | Astérix et Obélix : L’Empire du Milieu            | Jerome Commandeur |                      |

### Filmy animowane
| Data | Tytuł filmu                                     | Głos                                                                  | Polski dubbing                                                           |
| ---- | ----------------------------------------------- | --------------------------------------------------------------------- | ------------------------------------------------------------------------ |
| 1967 | Asterix Gall                                    | Pierre Tornade                                                        | Dariusz Odija                                                            |
| 1976 | Dwanaście prac Asteriksa                        | Pierre Tornade                                                        | Andrzej Gawroński (pierwsza wersja), Tomasz Grochoczyński (druga wersja) |
| 1985 | Asterix kontra Cezar                            | Jean-Pierre Darras                                                    | Andrzej Gawroński (pierwsza wersja), Tomasz Grochoczyński (druga wersja) |
| 1986 | Asterix w Brytanii                              | Henri Poirier                                                         | Tomasz Grochoczyński                                                     |
| 1989 | Wielka bitwa Asteriksa                          | Henri Poirier                                                         | Tomasz Grochoczyński                                                     |
| 1994 | Asterix podbija Amerykę                         | Jürgen Scheller (wersja niemiecka), François Chaix (wersja francuska) | Eugeniusz Robaczewski                                                    |
| 2006 | Asterix i wikingowie                            | Vincent Grass                                                         | Jan Kulczycki                                                            |
| 2014 | Asteriks i Obeliks: Osiedle bogów               | Serge Papagalli                                                       | Miłogost Reczek                                                          |
| 2018 | Asteriks i Obeliks: Tajemnica magicznego wywaru | Serge Papagalli                                                       | Marek Robaczewski                                                        |

## Upamiętnienie
Jeden z rodzajów pluskwiaków z podrzędu fulgorokształtnych nosi nazwę Abraracourcix.